# ザ・ワンダラー (U2の曲)
「ザ・ワンダラー」（The Wanderer）は、U2の1993年アルバム『Zooropa』に収録されている曲。

## 概要
リードヴォーカルはジョニー・キャッシュ。U2のアルバム収録曲で唯一バンドのメンバー以外がヴォーカルを取っている曲である。
なお1988年頃U2はキャッシュと「Ellis Island」という曲に取りかかったことがあったが、結局、それは未完成に終わった。
この曲は1990年の『Achtung Baby』のベルリンセッションで作ったデモが元で、ビル・フラナガンの『U2 At The End of the World』でも言及されている。文中にある「see and touch and taste as much as a man can before he repents」という歌詞が「The Wanderer」の歌詞と一致する。
そしてZooropaのレコーディングで再び持ち出された際、イーノはボノに歌わせたがっていたのだが、ボノはキャッシュの声しか想像できないと主張し、1993年2月クリス・クリストファーソンとのジョイントライブのためにダブリンを訪れたキャッシュをウィンドミル・スタジオに招待してレコーディングした。キャッシュがヴォーカルを吹き込んだ時に不在だったフラッドは、それを逆手に取ってキャッシュの声をなるべく無機質に聞こえるように加工することに腐心した。
曲のタイトルは「The Preacher」→「Wanderlust」と変遷し、最終的に「The Wanderer」となった。ボノは「Johnny Cash on the Moon」こそタイトルに相応しいと述べている。
神の救済を求めている男のことを歌った曲で、ボノはこの曲をU2のベストソングの1つに挙げている。
なおアルバムではこの曲が終わった後、サイレンのような音が収録されている。

## ライブ
2005年、2003年に亡くなったキャッシュの死を痛む「I Walk the Line: A Night for Johnny Cash」という番組で、1度だけ演奏されたことがある。エッジのファルセットを効かせたコーラスが印象的だ。キャッシュも1993年にカルフォルニア州グラスバレーのライブで1度だけ演奏したことがある。
イノセンス・アンド・エクスペリエンス・ツアーでは幕間の挿入歌に使われている。

## アウトアピアランス
- New Releases Autumn  (1993) - EMIがヨーロッパ向けにオランダでリリースしたプロモCD。1993年の秋にEMIからリリースされた曲を収録している。U2はEMIから作品をリリースしていないが、ヴィム・ヴェンダースの「時の翼に乗って」のサントラがEMIからリリースされている関係でStay (Faraway, So Close!) (Promotional Edit) The Wanderer (Promotional Edit)を提供している。いずれもアルバムヴァージョンより長く、別のボーカルが吹き込まれている。
- 『時の翼に乗って』 (1993) - ヴィム・ヴェンダースの1993年の映画「時の翼に乗って」のサントラ。Stay (Faraway, So Close!)とともにThe Wandererも収録されており、歌詞が付け足されて、アルバムヴァージョンより長い。
- The Essential Johnny Cash (2002) - ジョニー・キャッシュのコンピ

- The Legend of Johnny Cash (2005) - ジョニー・キャッシュのコンピ